# Гласс, Таннер
Таннер Гласс (англ. Tanner Glass; 29 ноября 1983, Реджайна, Саскачеван, Канада) — канадский хоккеист, левый нападающий.
Во время локаута в сезоне 2012—13 играл в Словацкой экстралиге за «Банска-Бистрица». В НХЛ играл в составе клубов «Нью-Йорк Рейнджерс», «Флорида Пантерз», «Ванкувер Кэнакс», «Виннипег Джетс», «Питтсбург Пингвинз», «Калагари Флэймз».
Свою юниорскую карьеру Гласс начал в Хоккейной лиге Британской Колумбии (англ. British Columbia Hockey League, BCHL), в которой отыграл два сезона в составе команд «Пентиктон Пантерз» и «Нанаймо Клипперс». После поступления в Дартмутский колледж в 2003 году на протяжении четырёх сезонов выступал за университетскую команду — «Биг Грин». На драфте в 2003 году задрафтован в 9 раунде под общим 265-м номером клубом «Флорида Пантерз». После окончания учёбы в 2007 году подписал контракт с «Флоридой». В 2009 году подписал контракт сроком на 1 год с «Ванкувер Кэнакс», который был продлён в июле 2010 года. В сезоне 2010—11 помог своему клубу добраться до финала Кубка Стэнли, в котором «Ванкувер» в 7 матчах уступил заветный трофей «Бостон Брюинз». В июле 2011 года в статусе неограниченно свободного агента подписал однолетний контракт с «Виннипег Джетс». За «Питтсбург Пингвинз» Гласс играл на протяжении двух сезонов. 1 июля 2014 года подписал трёхлетний контракт с «Нью-Йорк Рейнджерс».

## Карьера

### Юниорская карьера
В возрасте 17 лет Гласс начал играть за команду «Йорктон Мэйллерз» из Младшей хоккейной лиги Саскачевана (англ. Saskatchewan Midget Hockey League, SMHL). Отыграв один сезон в составе «Мэйллерз», Таннер переходит в «Пентиктон Пантерз». В своём дебютном сезоне 2001—02 в Хоккейной лиге Британской Колумбии (англ. British Columbia Hockey League, BCHL) Гласс провёл на льду в составе «Пентиктона» 57 игр, в которых отметился 11 заброшенными шайбами и 28 голевыми передачами и заработал 171 минуту штрафного времени. По ходу следующего сезона Таннер был обменян в команду «Нанаймо Клипперс». Гласс играл в Матче всех звёзд BCHL 2003 года. Всего по итогам сезона 2002—03 молодой хоккеист сыграл в составе двух команд 50 игр в который заработал 62 очка и 154 минуты штрафного времени. После окончания сезона Гласс был задрафтован на драфте 2003 года в 9 раунде под общим 265-м номером клубом «Флорида Пантерз».
После драфта Гласс поступает в Дартмутский колледж и становится игроком команды «Дартмут Биг Грин», которая выступает в Хоккейной спортивной конференции восточных колледжей (англ. Eastern College Athletic Conference Hockey, ECAC Hockey). Во время своего выступления в первом сезоне за «Биг Грин» Таннер перенёс тяжелое заболевание — инфекционный мононуклеоз и был вынужден из-за болезни пропустить 8 матчей. Всего в сезоне 2003—04 молодой хоккеист сыграл в 26 матчах в которых записал в свой актив 11 очков. В сезоне 2005—06 Гласс был назначен альтернативным капитаном «Биг Грин». В своём последнем сезоне в ECAC, Таннер играл за свою команду в роли её капитана и провёл на льду 32 игры, в которых заработал в общей сложности 28 очков. Завершение карьеры на уровне студенческого хоккея для Гласса прошло не слишком удачно. В своём последнем матче за «Дартмут Биг Грин» его команда проиграла «Сент-Лоуренс Сэйнтс».

### Флорида Пантерз
21 марта 2007 года Таннер подписывает контракт с фарм-клубом «Флорида Пантерз» — «Рочестер Американс» из Американской хоккейной лиги (АХЛ). Спустя 4 дня Гласс записывает на свой счёт первые очки в профессиональной карьере, отметившись голевой передачей, в матче против «Сиракьюз Кранч». Всего в сезоне 2006—07 молодой хоккеист провёл в составе «Рочестер Американс» 4 игры. Позже в августе 2007 года Гласс подписал контракт с «Флорида Пантерз». В сезоне 2007—08 Таннер играл как в АХЛ так и в НХЛ. Свою первую шайбу в АХЛ забросил 12 октября 2007 года в матче против «Гамильтон Булдогс», поразив точным броском ворота Ярослава Галака. В ноябре 2007 года Гласса отзывают из фарм-клуба и 12 ноября 2007 года он дебютирует в НХЛ, проведя на льду 1 минуту игрового времени, в матче против «Каролина Харрикейнз», который игроки «Пантерз» проиграли со счётом 3—4. По ходу сезона 2007—08 Таннер ещё дважды был вызван в состав «Флориды». 22 января 2008 года Гласс забросил свою первую шайбу в НХЛ, поразив точным броском ворота Рэя Эмери, в матче против «Оттава Сенаторз», который «Пантерз» выиграли 5—3. Эта шайба для Таннера стала единственной в НХЛ в том сезоне. В НХЛ молодой хоккеист сыграл в 41 матче регулярного сезона. В АХЛ в 43 играх набрал 11 очков. Сезон 2008—09 Гласс начал в составе «Рочестер Американс», как альтернативный капитан команды. 7 февраля 2009 года Гласс получил травму и для него сезон оказался закончен досрочно. Всего на льду в АХЛ Гласс провёл 44 матча, в которых заработал в общей сложности 13 очков и 100 минут штрафного времени. Не получив квалификационного предложения от руководства «Флорида Пантерз», по окончании сезона Таннер стал свободным агентом.

### Ванкувер Кэнакс

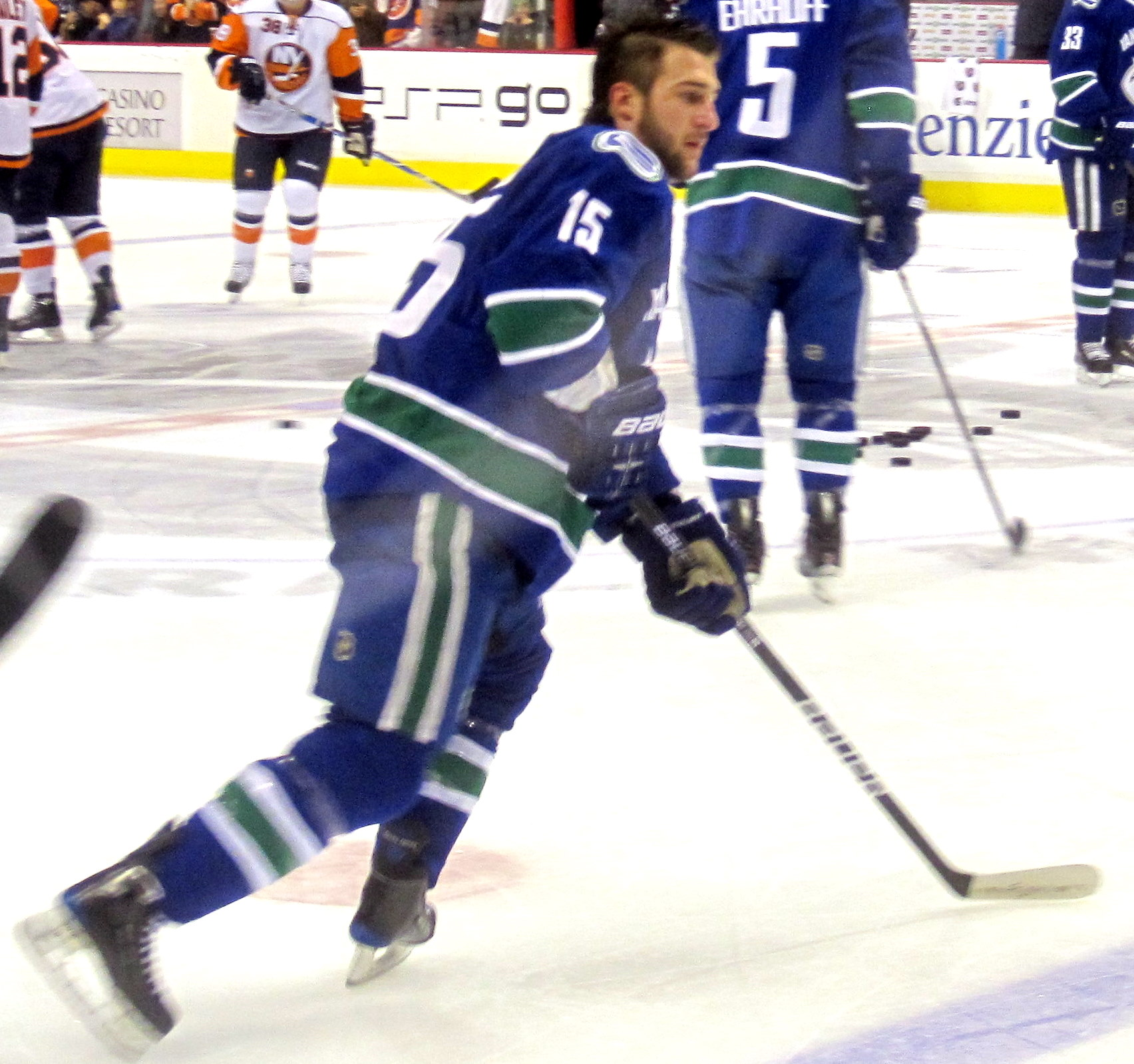
Гласс в составе «Ванкувер Кэнакс» в 2010 году.

Вскоре после получения статуса свободного агента, Гласс подписал контракт с «Ванкувер Кэнакс» сроком на 1 год и минимальной зарплатой, которая возможна в лиге в размере 500 тысяч долларов. Восстановившись после травмы, Таннер присоединяется к «Кэнакс» на сборах в тренировочном лагере. 1 ноября 2009 года в матче против «Колорадо Эвеланш», который хоккеисты «Ванкувера» выиграли со счётом 3—0, Гласс открывает счёт заброшенным шайбам за новую команду. Всего в сезоне 2009—10 Таннер провёл на льду в НХЛ 67 игр, в которых забросил 4 шайбы и отдал 7 результативных передач. По окончании сезона Гласс не смог договориться с руководством клуба о подписании нового контракта. Камнем преткновения, как и в большинстве подобных случаев, стали финансовые условия сделки, а именно зарплата предложенная хоккеисту. Таннер был вынужден обратиться в арбитражный суд для решения спорного вопроса. 12 июля 2010 года Таннер подписывает новое однолетнее соглашение с «Кэнакс», по которому зарплата нападающего составит 625 тысяч долларов в год. На тренировке в начале марта 2011 года Гласс получил травму верхней части тела и был вынужден пропустить 9 матчей регулярного сезона. Всего Таннер сыграл в 73 матчах сезона 2010—11, отметившись в них 3 заброшенными шайбами и 7 результативными передачами. «Ванкувер» занял первое место в Западной конференции и стал обладателем Президентского Кубка, как клуб завершивший регулярный чемпионат с наибольшим количеством очков. В плей-офф Кубка Стэнли 2011 хоккеисты «Ванкувер Кэнакс» добрались до финала, обыграв по-очереди «Чикаго Блэкхокс», «Нэшвилл Предаторз», «Сан-Хосе Шаркс», где их соперниками стали хоккеисты «Бостон Брюинз». В семиматчевой серии «Кэнакс» проиграли борьбу за заветный трофей. В рамках плей-офф в составе своей команды Гласс провёл на льду 20 матчей, в которых заработал 18 минут штрафного времени и ни одного результативного балла. Таннер хотел продолжить свою карьеру в составе «Ванкувер Кэнакс» и вёл переговоры с руководством клуба вплоть до окончания действия контракта. Однако договориться о новом соглашении ему не удалось и в июле 2011 года, получив статус неограниченно свободного агент, Гласс вышел на рынок в поисках нового клуба.

### Виннипег Джетс

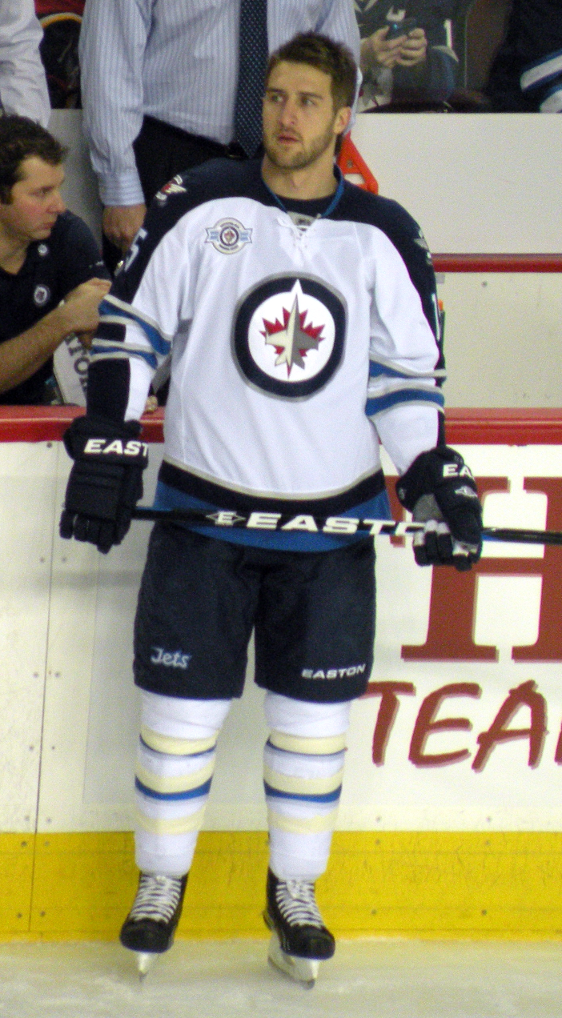
Таннер Гласс в составе «Виннипег Джетс»

1 июля 2011 года Гласс подписал контракт сроком на 1 год с «Виннипег Джетс» и зарплатой в размере 725 тысяч долларов. В «Джетс» Таннер играл в третьем звене вместе с Джимом Слейтером и Крисом Торнбурном. В сезоне 2011—12 Гласс провёл на льду в составе свой команды 78 матчей, в которых забросил 5 шайб и отдал 11 результативных передач, тем самым установив рекорд результативности в своей профессиональной карьере, заработав в общей сложности 16 очков.

### Питтсбург Пингвинз
1 июля 2012 года в статусе свободного агента подписал контракт с клубом «Питтсбург Пингвинз» сроком на 2 года. По новому соглашению зарплата нападающего устанавливалась в размере 1 миллиона 100 тысяч долларов за сезон. Во время локаута в НХЛ в сезоне 2012—13 играл в Словацкой экстралиге за «Банска-Бистрица». В 6 играх за словацкий клуб отметился одной голевой передачей. В НХЛ в укороченном сезоне сыграл в 48 матчах, заработав в них 2 очка. 24 ноября 2013 года в матче против «Монреаль Канадиенс» сломал руку и был вынужден пропустить из-за травмы 4 недели. Проведя 13 силовых приёмов, в матче против «Даллас Старз» 25 декабря 2014 года, Таннер повторил рекорд сезона, установленный Земгусом Гиргенсонсом, по количеству сделанных силовых приёмов в одной игре. Всего в сезоне 2013—14 сыграл в 67 матчах, в которых записал на свой счёт 13 очков. В рамках розыгрыша плей-офф Кубка Стэнли 2014, в составе «Питтсбурга» провёл на льду 8 матчей.

### Нью-Йорк Рейнджерс
В конце июня 2014 года, незадолго до окончания действия контракта с «Пингвинз», Гласс заявил, что не ведёт переговоров о новом контракте с руководством «Питтсбурга» и намерен выйти на рынок свободных агентов. Чуть позже в прессе появилась информация о том, что в услугах Таннера заинтересованы «Нью-Йорк Рейнджерс» и «Торонто Мейпл Лифс». 1 июля 2014 года Гласс подписал трёхлетний контракт с «Рейнджерс». По финансовым условиям нового договора за 3 года пребывания в стане «Рейнджеров» Таннер должен заработать в общей сложности 4 миллиона 350 тысяч долларов.

### Калгари Флэймз
После окончания контракта с «Рейнджерс» подписал однолетний контракт с «Калагари Флэймз» на $ 650 тыс., но большую часть сезона 2017-18 провёл в фарм-клубе команды — «Стоктон Хит».

## Стиль игры
В первую очередь Гласс зарекомендовал себя как игрок третьего и четвёртого звена. Его скорость, а также самоотдача на льду делают его эффективным форвардом оборонительного плана, способным хорошо играть в защите. Физически неплохо развитый и агрессивный, нападающий также хорошо известен как непримиримый боец в хоккейных драках.

## Вне льда
Таннер родился в городе Реджайна, который находится в канадской провинции Саскачеван, в семье Фреда и Кэтти Гласс. У Таннера есть родные брат и сестра — Дарнелл и Шэйна. Детство Гласса прошло в пригороде Лумсдена в местечке Крейвен. Во время учёбы в Лумсденской средней школе Таннер играл в хоккей и бейсбол, а также занимался бегом. В активе Гласса имеются бронзовые медали, завоёванные в беге на 200 метров и в эстафете 4×100 метров. Кроме того в составе хоккейной и бейсбольной команд Таннер становился победителем чемпионатов провинции Саскачеван. В июле 2011 года Таннер женился на Эмили Трейси. У пары есть ребёнок.

## Статистика
Статистика приведена по данным официального сайта НХЛ.

### Клубная карьера
| 2001-02      | Пентиктон Пантерз  | BCHL         | 57  | 11 | 28 | 39  | 171 | —  | — | — | — | —  |
| 2002-03      | Пентиктон Пантерз  | BCHL         | 32  | 15 | 25 | 40  | 108 | —  | — | — | — | —  |
| 2002-03      | Нанаймо Клипперс   | BCHL         | 18  | 8  | 14 | 22  | 46  | —  | — | — | — | —  |
| 2003-04      | Дартмут Биг Грин   | ECAC         | 26  | 4  | 7  | 11  | 18  | —  | — | — | — | —  |
| 2004-05      | Дартмут Биг Грин   | ECAC         | 33  | 7  | 8  | 15  | 32  | —  | — | — | — | —  |
| 2005-06      | Дартмут Биг Грин   | ECAC         | 33  | 12 | 16 | 28  | 56  | —  | — | — | — | —  |
| 2006-07      | Дартмут Биг Грин   | ECAC         | 32  | 8  | 20 | 28  | 92  | —  | — | — | — | —  |
| 2006-07      | Рочестер Американс | АХЛ          | 4   | 0  | 1  | 1   | 5   | —  | — | — | — | —  |
| 2007-08      | Рочестер Американс | АХЛ          | 43  | 6  | 5  | 11  | 84  | —  | — | — | — | —  |
| 2007-08      | Флорида Пантерз    | НХЛ          | 41  | 1  | 1  | 2   | 39  | —  | — | — | — | —  |
| 2008-09      | Рочестер Американс | АХЛ          | 44  | 4  | 9  | 13  | 100 | —  | — | — | — | —  |
| 2008-09      | Флорида Пантерз    | НХЛ          | 3   | 0  | 0  | 0   | 7   | —  | — | — | — | —  |
| 2009-10      | Ванкувер Кэнакс    | НХЛ          | 67  | 4  | 7  | 11  | 115 | 4  | 0 | 0 | 0 | 0  |
| 2010-11      | Ванкувер Кэнакс    | НХЛ          | 73  | 3  | 7  | 10  | 72  | 20 | 0 | 0 | 0 | 18 |
| 2011-12      | Виннипег Джетс     | НХЛ          | 78  | 5  | 11 | 16  | 73  | —  | — | — | — | —  |
| 2012-13      | Питтсбург Пингвинз | НХЛ          | 48  | 1  | 1  | 2   | 62  | 5  | 1 | 0 | 1 | 4  |
| 2012-13      | Банска-Бистрица    | SvkE         | 6   | 0  | 1  | 1   | 75  | —  | — | — | — | —  |
| 2013-14      | Питтсбург Пингвинз | НХЛ          | 67  | 4  | 9  | 13  | 90  | 8  | 0 | 0 | 0 | 4  |
| 2014-15      | Нью-Йорк Рейнджерс | НХЛ          | 66  | 1  | 5  | 6   | 98  | 19 | 0 | 1 | 1 | 31 |
| 2015-16      | Нью-Йорк Рейнджерс | НХЛ          | 57  | 4  | 3  | 7   | 66  | 4  | 0 | 0 | 0 | 4  |
| 2015-16      | Хартфорд Вулф Пэк  | АХЛ          | 17  | 2  | 3  | 5   | 23  | —  | — | — | — | —  |
| 2016-17      | Нью-Йорк Рейнджерс | НХЛ          | 11  | 1  | 1  | 2   | 17  | 7  | 1 | 3 | 4 | 7  |
| 2016-17      | Хартфорд Вулф Пэк  | АХЛ          | 57  | 6  | 9  | 15  | 86  | —  | — | — | — | —  |
| 2017-18      | Калгари Флэймз     | НХЛ          | 16  | 0  | 0  | 0   | 19  | —  | — | — | — | —  |
| 2017-18      | Стоктон Хит        | АХЛ          | 21  | 2  | 3  | 5   | 45  | —  | — | — | — | —  |
| Всего в BCHL | Всего в BCHL       | Всего в BCHL | 107 | 34 | 67 | 101 | 325 | —  | — | — | — | —  |
| Всего в ECAC | Всего в ECAC       | Всего в ECAC | 124 | 31 | 51 | 82  | 198 | —  | — | — | — | —  |
| Всего в АХЛ  | Всего в АХЛ        | Всего в АХЛ  | 186 | 20 | 30 | 50  | 343 | —  | — | — | — | —  |
| Всего в НХЛ  | Всего в НХЛ        | Всего в НХЛ  | 527 | 24 | 45 | 69  | 658 | 67 | 2 | 4 | 6 | 68 |

## Достижения
| Достижение                             | Год  |
| -------------------------------------- | ---- |
| Участие в Матче всех звёзд BCHL        | 2003 |
| Попадание в Символическую сборную BCHL | 2003 |